# Apia Park
Apia Park Sports Complex – wielofunkcyjny kompleks sportowy zlokalizowany w Apii, stolicy Samoa. W jego skład wchodzi stadion o pojemności 15 000, hala sportowa, a także boiska do tenisa i netballu.
Na stadionie rozgrywa swoje mecze reprezentacja Samoa w rugby union mężczyzn.
Apia Park była jedną z głównych aren podczas Igrzysk Południowego Pacyfiku 2007, goszcząc zawody w lekkoatletyce, tenisie stołowym, badmintonie, bowls, rugby 7 i touch rugby. Rozgrywano tutaj również mecze w ramach Pucharu Narodów Pacyfiku 2010.
Na stadionie będzie się odbywała ceremonia otwarcia i zamknięcia Igrzysk Wspólnoty Narodów Juniorów 2015 (2015 Commonwealth Youth Games); na terenie kompleksu odbędą się zawody w lekkoatletyce, tenisie i rugby 7.